# Línea 365 (Buenos Aires)
La Línea 365 es una línea de colectivos interurbana de Argentina. Une Puente Saavedra en el límite del partido de Vicente López, y la ciudad de Buenos Aires con las localidades bonaerenses de José C. Paz y Luján.
Esta línea junto con la Línea 203 perteneció a la empresa La Independencia S.A. (LISA) desde la primera mitad del siglo XX, iniciando sus actividades el 1 de mayo de 1932 cuando la línea comenzó a circular, hasta el día 12 de octubre de 2008, momento en que presentó su quiebra, se le quitó la concesión, y quedó al mando de la actual concesionaria. Las unidades que mayormente posee la empresa son de la carrocera Metalpar en sus variedades Tronador e Iguazú, aunque actualmente se están renovando con colectivos carrozados por Marcopolo de chasis Scania y Mercedes-Benz. Actualmente es explotada por La Nueva Metropol S.A.

## Recorrido principal

### Pte. Saavedra / Derqui x San Atilio

#### Ida
Desde Terminal Pte. Saavedra - Avenida Maipú - Calle Hipólito Yrigoyen - Colectora Panamericana - Acceso Norte - Av. Hipólito Yrigoyen (Ruta 197) - Av. del Sesquicentenario (Ruta 197) - Av. Hipólito Yrigoyen (Ruta 197) - Calle Federico Lacroze - Calle Cap. Martínez - Calle Arturo Capdevilla - Av. Hipólito Yrigoyen (Ruta 197) - Av. Croacia - Calle Ottawa - Calle Corbeta Uruguay - Calle San Blas - Calle Salvatori (Ex Bolivar) - Calle Trinidad - Av. Derqui (Lamas) - Av. Ramón Pacheco (Ruta 234) - Calle Iparraguire - Calle Eva Perón - Avenida de Mayo - Hasta Calle Antonio Toro

#### Vuelta
Desde Calle Antonio Toro - Avenida de Mayo - Calle Eva Perón - Av. Ramón Pacheco (Ruta 234) - Av. Derqui (Lamas) - Calle Trinidad - Calle Salvatori (Ex Bolivar) - Calle San Blas - Calle Corbeta Uruguay - Calle Ottawa - Av. Croacia - Av. Hipólito Yrigoyen (Ruta 197) - Av. del Sesquicentenario (Ruta 197) - Av. Hipólito Yrigoyen (Ruta 197) - Acceso Norte - Colectora Panamericana - Calle San Martín - Avenida Maipú - Hasta Puente Saavedra

### Pte. Saavedra / Derqui x Lamas

#### Ida
Desde Terminal Pte. Saavedra - Avenida Maipú - Calle Hipólito Yrigoyen - Colectora Panamericana - Acceso Norte - Av. Hipólito Yrigoyen (Ruta 197) - Av. del Sesquicentenario (Ruta 197) - Av. Hipólito Yrigoyen (Ruta 197) - Calle Federico Lacroze - Calle Cap. Martínez - Calle Arturo Capdevilla  - Av. Hipólito Yrigoyen (Ruta 197) - Av. Derqui (Lamas) - Av. Ramón Pacheco (Ruta 234) - Calle Iparraguire - Calle Eva Perón - Avenida de Mayo - Hasta Calle Antonio Toro

#### Vuelta
Desde Calle Antonio Toro - Avenida de Mayo - Calle Eva Perón - Av. Ramón Pacheco (Ruta 234) - Av. Derqui (Lamas) - Av. Hipólito Yrigoyen (Ruta 197) - Av. del Sesquicentenario (Ruta 197) - Av. Hipólito Yrigoyen (Ruta 197) - Acceso Norte - Colectora Panamericana - Calle San Martín - Avenida Maipú - Hasta Puente Saavedra

### Pte. Saavedra / Stefani x Cruce

#### Ida
Desde Terminal Pte. Saavedra - Avenida Maipú - Avenida Santa Fe - Avenida Centenario - Avenida Juan D. Perón - Calle Quintana - Av. del Libertador (Ruta 195) - Av. Almirante Brown (Ruta 197) - Av. Crisólogo Larralde (Ruta 197) - Av. Juan D. Perón (Ruta 197) - Av. Hipólito Yrigoyen (Ruta 197) - Av. del Sesquicentenario (Ruta 197) - Av. Hipólito Yrigoyen (Ruta 197) - Calle Federico Lacroze - Calle Cap. Martínez - Calle Arturo Capdevilla - Av. Hipólito Yrigoyen (Ruta 197) - Ruta 24 - Hasta Terminal Línea 365 Stefani

#### Vuelta
Desde Terminal Línea 365 Stefani - Ruta 24 - Av. Hipólito Yrigoyen (Ruta 197) - Av. del Sesquicentenario (Ruta 197) - Av. Hipólito Yrigoyen (Ruta 197) - Av. Juan D. Perón (Ruta 197) - Av. Crisólogo Larralde (Ruta 197) - Av. Juan B. Justo (Ruta 197) - Av. Colón (Ruta 197) - Avenida Juan D. Perón - Avenida Centenario - Avenida Santa Fe - Avenida Maipú - Hasta Terminal Pte. Saavedra

### Pte. Saavedra / Stefani x Gral. Paz

#### Ida
Desde Terminal Pte. Saavedra - Colectora Gral. Paz - Colectora Panamericana - Acceso Norte - Av. Hipólito Yrigoyen (Ruta 197) - Av. del Sesquicentenario (Ruta 197) - Av. Hipólito Yrigoyen (Ruta 197) - Calle Federico Lacroze - Calle Cap. Martínez - Calle Arturo Capdevilla - Av. Hipólito Yrigoyen (Ruta 197) - Ruta 24 - Hasta Terminal Línea 365 Stefani

#### Vuelta
Desde Terminal Línea 365 Stefani - Ruta 24 - Av. Hipólito Yrigoyen (Ruta 197) - Av. del Sesquicentenario (Ruta 197) - Av. Hipólito Yrigoyen (Ruta 197) - Acceso Norte - Colectora Panamericana - Colectora Gral. Paz - Hasta Terminal Pte. Saavedra

### Luján / Lemos

#### Ida
Desde Estación Lemos - Calle C. Tribulato - Av. Gaspar Campos - Av. José Altube - Calle Sáenz Peña - Av. Hipólito Yrigoyen (Ruta 197) - Calle Federico Lacroze - Av. José Altube - Av. Gaspar Campos - Av. Hipólito Yrigoyen (Ruta 197) - Ruta 24 - Av. Int. Colobraro (Ruta 7) - Blvd. Bernardo de Irigoyen (Ruta 7) - Ruta 7 - Av. Constitución (Ruta 7) - Calle San Martín - Av. Humberto Primo - Av. Pellegrini (Ruta 7) - Av. Nuestra Señora de Luján - Hasta Terminal de Colectivos Luján

#### Vuelta
Desde Terminal de Colectivos Luján - Av. Nuestra Señora de Luján - Av. Pellegrini (Ruta 7) - Av. Humberto Primo - Calle Bartolomé Mitre - Av. Constitución (Ruta 7) - Ruta 7 - Blvd. Bernardo de Irigoyen (Ruta 7) - Av. Int. Colobraro (Ruta 7) - Ruta 24 - Av. Hipólito Yrigoyen (Ruta 197) - Calle Federico Lacroze - Av. José Altube - Calle San Nicolás - Calle Gral. Lavalle - Av. Gaspar Campos - Av. Ricardo Balbín (Ruta 23 - Hasta Estación Lemos

### Sancho / Est. José C. Paz

#### Ida
Desde Est. José C. Paz - Calle Federico Lacroze - Av. José Altube - Av. Gaspar Campos - Av. Hipólito Yrigoyen (Ruta 197) - Ruta 24 - Calle Ángel Gallardo - Av. San Fernando - Calle Fray Luis de León - Calle Manuel Acevedo - Calle Quirno Costa - Hasta Calle Somerella

#### Vuelta
Desde Calle Somellera - Calle Quirno Costa - Calle Manuel Acevedo - Calle Fray Luis de León - Av. San Fernando - Calle Ángel Gallardo - Ruta 24 - Av. Hipólito Yrigoyen - Hasta Est. José C. Paz

### Cuartel V / Est. José C. Paz

#### Ida
Desde Est. José C. Paz - Calle Federico Lacroze - Av. José Altube - Av. Gaspar Campos - Av. Hipólito Yrigoyen (Ruta 197) - Ruta 24 - Calle Conscripto Bernardi - Calle Bartolomé Díaz - Calle Luis de Tejeda - Hasta Calle Paula Albarracín

#### Vuelta
Desde Calle Paula Albarracín - Calle Luis de Tejeda - Calle Bartolomé Díaz - Calle Conscripto Bernardi - Ruta 24 - Av. Hipólito Yrigoyen - Hasta Est. José C. Paz

## Ramales Largos
- P. Saavedra/Stefani por Cruce.
- P. Saavedra/Stefani por General Paz.
- P. Saavedra/Stefani por San Miguel.
- P. Saavedra/Derqui por Bº San Atilio.
- P. Saavedra/Derqui por Lamas.
- Lujan/Lemos.
- Lujan por Cruce.
- Lujan por San Miguel.
- Panamericana 197 por Cruce.
- Panamericana 197 por San Miguel.
- Carupá por San Miguel.
- Carupá por Cruce.
- Hasta Saavedra.
- Hasta Panam. 197.
- Hasta San Miguel.
- Hasta Cruce.
- Hasta Stefani.
- Hasta Derqui.
- Hasta Lujan.

## Ramales Cortos
- Derqui por Lamas/Jose C. Paz
- Cuartel V/Jose C. Paz.
- Máximo por Bº Sancho/Jose C. Paz.

## Proximidad con estaciones de Ferrocarril
- Línea Belgrano Norte
  - Estación A. del Valle
  - Estación Padilla
  - Estación Pablo Nogués
- Línea Mitre
  - Estación Florida
  - Estación Mitre
  - Estación Martínez
  - Estación Acassuso
  - Estación San Isidro
  - Estación Beccar
  - Estación Victoria
  - Estación Virreyes
  - Estación Carupá
  - Estación Gral. Pacheco
  - Estación El Talar
- Línea Urquiza
  - Estación General Lemos
- Línea San Martín
  - Estación San Miguel
  - Estación José C. Paz
  - Estación Sol y Verde
  - Estación Presidente Derqui
- Línea Sarmiento
  - Parada Las Malvinas
  - Estación General Rodríguez
  - Apeadero La Fraternidad
  - Apeadero Lezica y Torrezuri
  - Estación U. de Luján
- Tren de la Costa
  - Estación Avenida Maipú
  - Estación San Fernando R
  - Estación Canal San Fernando